# Sajazarra
Sajazarra ist ein spanischer Ort und eine Gemeinde (Municipio) in der Region La Rioja mit 125 Einwohnern (Stand: 2024). 

## Lage
Sajazarra liegt etwa 50 Kilometer südsüdwestlich von Vitoria-Gasteiz und etwa 55 Fahrtkilometer westnordwestlich von Logroño in einer Höhe von 515 m.

## Bevölkerungsentwicklung
| Jahr      | 1960 | 1970 | 1981 | 1991 | 2001 | 2011 | 2021 |
| Einwohner | 464  | 255  | 211  | 173  | 132  | 131  | 127  |

Infolge der Mechanisierung der Landwirtschaft und des daraus resultierenden geringeren Arbeitskräftebedarfs ist die Zahl der Einwohner seit der Mitte des 20. Jahrhunderts deutlich zurückgegangen.

## Sehenswürdigkeiten

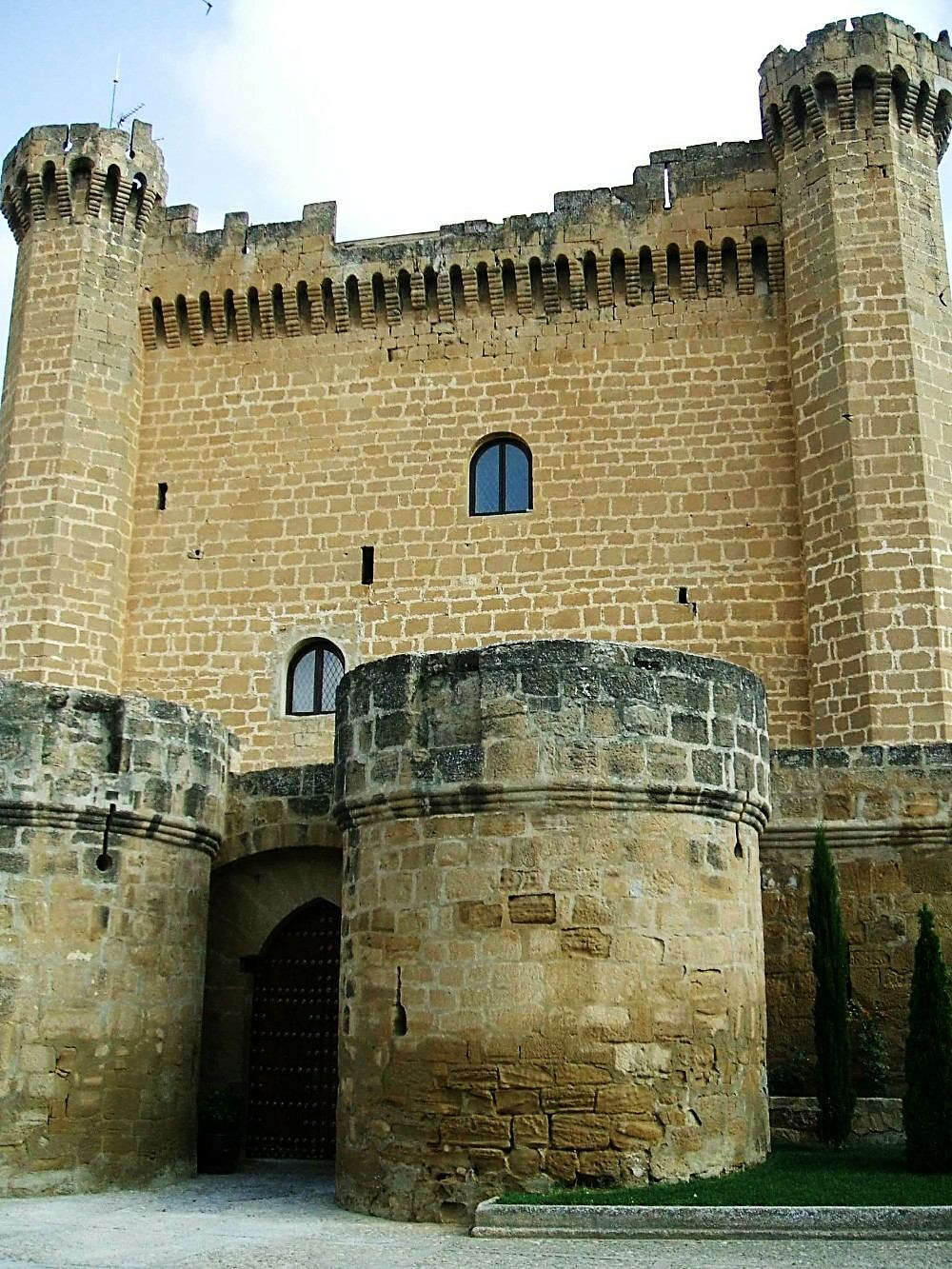
Burganlage von Sajazarra
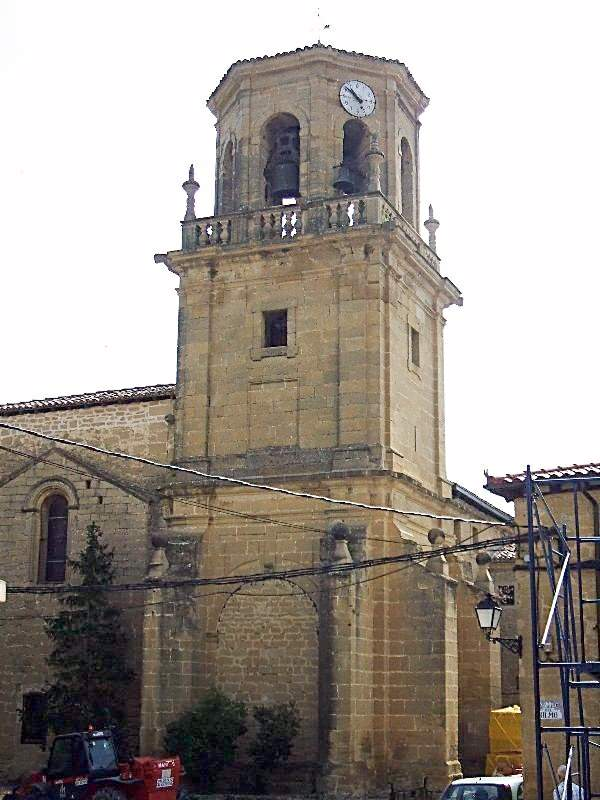
Kirche Mariä Himmelfahrt
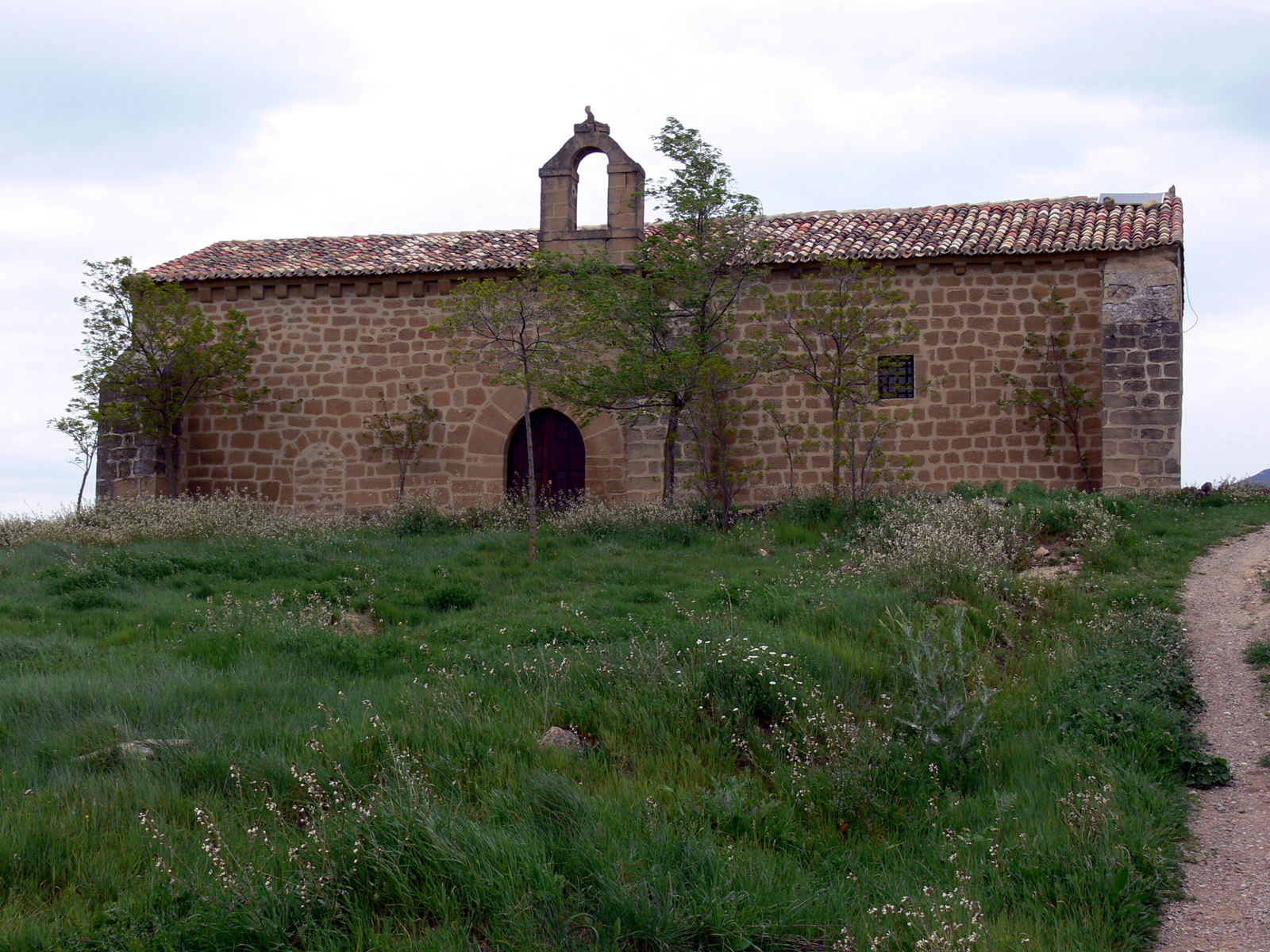
Marienkapelle

- Burganlage von Sajazarra
- Kirche Mariä Himmelfahrt
- Marienkapelle